# Dadince
Dadince (en serbe cyrillique : Дадинце) est un village de Serbie situé dans la municipalité de Vlasotince, district de Jablanica. Au recensement de 2011, il comptait 151 habitants.

## Géographie

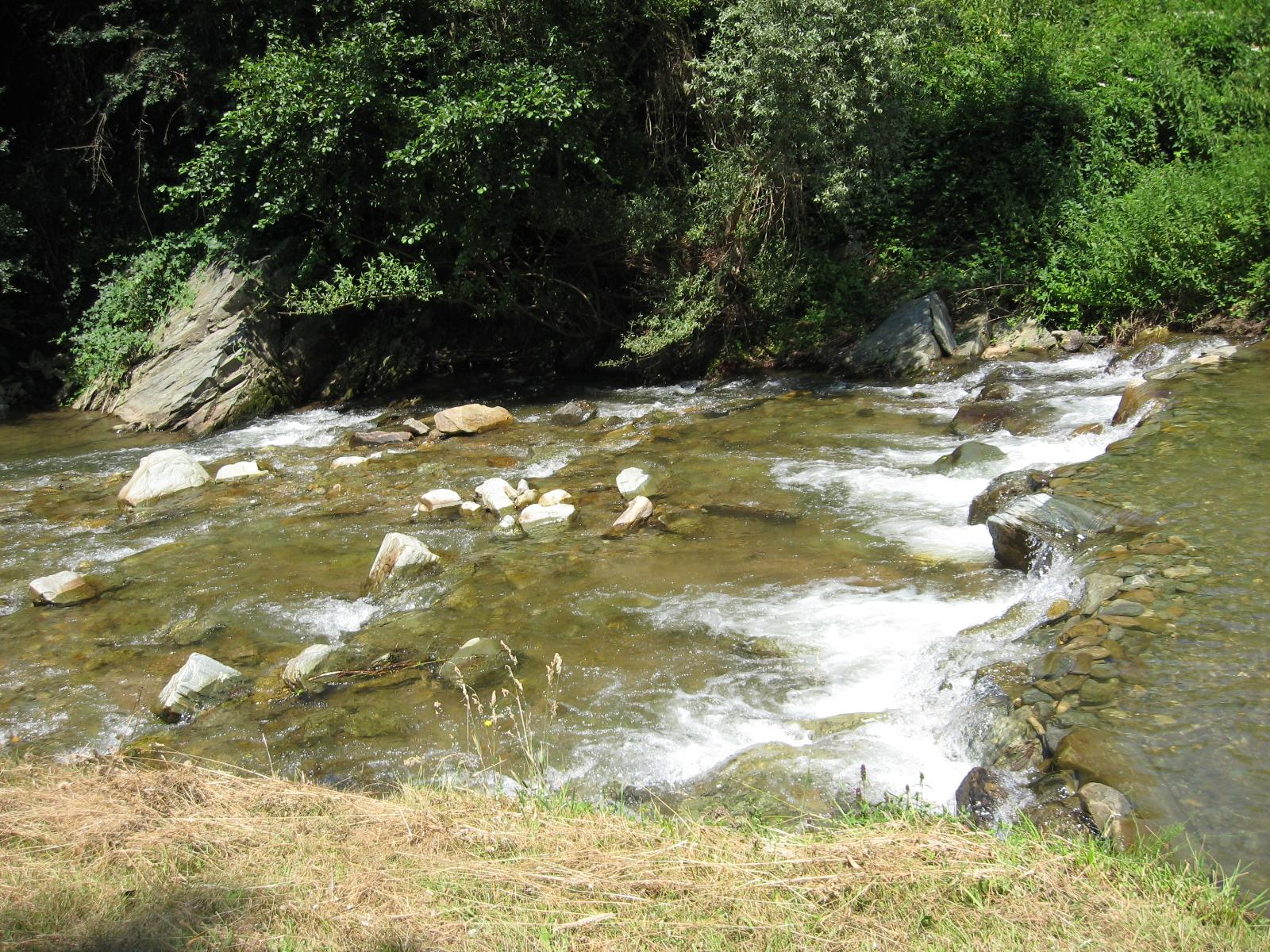
La Rupska reka près de Dadince

## Démographie
| 1948 | 1953 | 1961 | 1971 | 1981 | 1991 | 2002 | 2011 |
| ---- | ---- | ---- | ---- | ---- | ---- | ---- | ---- |
| 547  | 526  | 493  | 469  | 382  | 266  | 195  | 151  |

|  |